# Tigro e la caccia al miele
Tigro e la caccia al miele (Tigger's Honey Hunt) è un videogioco Disney in 2.5D appartenente al franchise di Winnie the Pooh, uscito nel 2000 sia su Microsoft Windows che sulle console Nintendo 64 e PlayStation. Quest'ultima è stata inclusa successivamente in una doppia confezione "2 Games" con Paperino: Operazione Papero?!, edita solo in Europa il 22 novembre 2002.
Il titolo venne sviluppato dalla Doki Denki Studio, pubblicato da NewKidCo in Nord America e da Ubi Soft Entertainment in Europa; Disney Interactive invece lo distribuisce per Windows nelle ambedue regioni. Vi vede Tigro vivere una meravigliosa avventura nel Bosco dei 100 Acri alla ricerca e raccolta di vasetti di miele per Winnie the Pooh. Quelli che lui conserva non sono sufficienti e gli servono per l'imminente preparazione di una festa in compagnia di tutti i suoi amici.
Solo nelle versioni PS e PC sono contenuti dei brevi filmati full motion tratti da tre lungometraggi animati, ovvero Le avventure di Winnie the Pooh, Winnie the Pooh alla ricerca di Christopher Robin e T come Tigro... e tutti gli amici di Winnie the Pooh.

## Modalità di gioco
Tigro e la caccia al miele consta di nove livelli segnati sulla Mappa degli Alberi, ciascuno con una differente strutturazione.
Sei sono di tipo platform a scorrimento, ove per Tigro lo scopo è raccogliere i vasetti di miele che vi sono sparsi affrontando i pericoli, gli ostacoli e i nemici che incontra strada facendo. Questi ultimi, ad esempio le Noddole, li si eliminano saltando loro sopra, però alcuni come gli Effalumpo sono solamente evitabili. Nel caso Tigro venisse beccato perde un punto coraggio sui tre a sua disposizione, ma, azzerati riparte all'inizio del livello o dall'ultimo checkpoint attraversato (un cartello con su scritto "Go!"). Vi si raccolgono anche quattro fotografie di Ro, le quali vengono incluse ne "L'album delle foto" (una galleria di immagini) nel menù principale.
Ad attendere Tigro all'apposita uscita c'è Uffa, che si mette a contare i vasetti fin qui presi: qualora non sia superata la quota (diversa a seconda dei livelli), egli torna indietro a prenderne altri perché sia lasciato definitivamente passare.
I restanti tre sono dei minigiochi, ove cui Tigro, escludendo quello del nono livello, una volta vinti apprende il volo a mezz'aria e il salto prolungato. Queste speciali tecniche gli consentono nei livelli a scorrimento di cogliere quei vasetti posti su delle zone troppo in alto o distanti per raggiungerli con un normale salto, indicate da una freccia raffigurata coi vasetti medesimi.
Il gioco non può considerarsi concluso se negli scorrevoli livelli, dopo averli completati la prima volta, non vengono compiuti tre obiettivi secondari: collezionare tutti i cento vasetti di miele presenti, ottenere il tempo migliore battendo quello imposto dal computer nella "Prova a tempo" (per sbloccarla però bisogna far sì che uno degli amici di Tigro riabbia il proprio oggetto smarrito), e, infine riempire il suddetto album cogliendo le ultime otto foto, rispettivamente quattro di Tappo e quattro di Pooh.

### Sinossi dei minigiochi
Si possono fare sfide da due giocatori (fino a quattro nelle versioni PlayStation e Nintendo 64) nella modalità "Mini giochi classici" sul menù principale, scegliendo prima una difficoltà tra facile e difficile. Colui che prevale su tutti gli avversari conquistando quattro trofei è il vincitore.
Nell'ordine cronologico dei livelli sono: Tappo dice, parodia del Simon dice in cui si cerca di ripetere ciò che fa Tappo; Il bastoncino di Pooh, ove prendendo la mira, nell'acqua corrente vi si lancia un ramo che deve arrivare a toccare una corda, prima di quello di Winnie the Pooh; Carta, Forbici, Uffa, la classica morra cinese naturalmente contro Uffa, solo con i tre rappresentativi oggetti invece delle mani.

## Doppiaggio
| Personaggio        | Doppiatore inglese | Doppiatore italiano  |
| ------------------ | ------------------ | -------------------- |
| Tigro (Tigger)     | Jim Cummings       | Luca Biagini         |
| Winnie the Pooh    | Jim Cummings       | Marco Bresciani      |
| Tappo (Rabbit)     | Ken Sansom         | Valerio Ruggeri      |
| Uffa (Owl)         | Andre Stojka       | Massimo Corvo        |
| Pimpi (Piglet)     | Steve Schatzberg   | Fabrizio Vidale      |
| Kanga              | Tress MacNeille    | Aurora Cancian       |
| Ro (Roo)           | Nikita Hopkins     | Gabriele Patriarca   |
| Ih-Oh (Eeyore)     | Brad Garrett       | Paolo Buglioni       |
| De Castor (Gopher) | Michael Gough      | Edoardo Nevola       |
| Christopher Robin  | Brady Bluhm        | Niccolò De Leonardis |

## Accoglienza
| Testata                            | Versione    | Giudizio |
| ---------------------------------- | ----------- | -------- |
| GameRankings (media al 09-12-2019) | PlayStation | 72.50%   |
| GameRankings (media al 09-12-2019) | Nintendo 64 | 74.50%   |
| 64 Magazine                        | Nintendo 64 | 92/100   |
| Absolute Games                     | Tutte       | 35%      |
| AllGame                            | PlayStation | 2.5/5    |
| AllGame                            | Nintendo 64 | 3.5/5    |
| Computer and Video Games           | Nintendo 64 | 2/5      |
| Computer idea                      | PC          | 8/10     |
| Digital Press                      | Nintendo 64 | 7/10     |
| Electronic Gaming Monthly Italia   | PlayStation | 6.5/10   |
| IGN                                | PlayStation | 6.5/10   |
| IGN                                | Nintendo 64 | 7.3/10   |
| Joypad                             | PlayStation | 6/10     |
| MAN!AC                             | Nintendo 64 | 64/100   |
| Nintendo Power                     | Nintendo 64 | 7.6/10   |
| Official Nintendo Magazine         | Nintendo 64 | 81%      |
| OPM (UK)                           | PlayStation | 7/10     |
| PC Player (DEU)                    | PC          | 5.9/10   |
| PC Games                           | PC          | 6/10     |
| PC Action                          | PC          | 6.1/10   |
| Ufficiale PlayStation Magazine     | PlayStation | 7/10     |
| Video Games                        | PlayStation | 6.4/10   |

Nel Vecchio Continente Tigro e la caccia al miele riscosse un buon successo nelle vendite che rientra di fatto nella lista dei titoli per PlayStation nella gamma Platinum. Le valutazioni e le recensioni della critica sono state generalmente positive. Sul sito aggregatore di recensioni GameRankings, la versione della piattaforma Sony presenta un punteggio del 72.50% mentre quella per Nintendo 64 un 74.50%.
64 Magazine lo definisce come «la più fedele rappresentazione di un cartone animato in un videogioco di sempre!», notando e citando però la mancanza del doppiaggio nelle scene in digitale e i sopracitati filmati. T.J. Deci di AllGame diede due stelle e mezzo su cinque alla versione PS, anche se non ha fornito una recensione più approfondita. Al contrario, Tom Carroll dello stesso sito ha trattato l'edizione per N64, lodando la grafica, gli aspetti distintivi di ogni livello che andavano ad eliminare l'effetto "copia e incolla" di alcuni platform, e altri elementi legati all'impatto visivo, come le texture pre-illuminate ben realizzate e gli effetti dell'acqua. Carroll ha inoltre fatto un paragone con la versione Sony, ritenendola quasi identica a quest'ultima se non per la maggiore velocità di caricamento e l'assenza del doppiaggio per i personaggi, ritenendo quest'ultimo aspetto un difetto. In conclusione, era un titolo per bambini, breve ma divertente. Computer and Video Games sostiene che i giocatori più giovani lo avrebbero adorato per via della sua grafica e dei personaggi, mentre tutti gli altri difficilmente ci avrebbero giocato. Come una sorta di bastian contrario, Nintendo Power afferma che il gioco era così ben realizzato che chiunque lo avrebbe apprezzato.
Video Games ritiene che grazie alle abilità che si potevano far apprendere a Tigro esso suscitava nel giocatore una certa voglia di esplorare, almeno a breve termine, ma a causa dei problemi di collisione e i controlli poco rifiniti finiva per cadere nell'indifferenza in pochi minuti. Absolute Games lo critica per la sua mancanza di novità e di caratteristiche interessanti, nonostante la costosa licenza per utilizzare i personaggi di Winnie Puh. Inoltre constatò molti dubbi riguardo al gameplay diluito con alcuni minigiochi. PC Player ha reputato il livello di difficoltà molto basso, finendo per rendere Tigro e la caccia al miele dedicato esclusivamente ai piccini. PC Games ha visto i suoi minigiochi come un buon diversivo dal gameplay, il quale era affascinante ma privo di ispirazione, consigliandolo per tale fascia di utenza. PC Action ne apprezza le sue caratteristiche generali, definendolo un gioco divertente per i bambini e in special modo i fan del personaggio di Tigro. La rivista Electronic Gaming Monthly Italia ne loda la grafica trovandola molto curata, anche se in diverse occasioni i personaggi apparivano troppo squadrati, mentre il gameplay era fluido e dinamico, inoltre la visuale cambiava di continuo, senza mai appiattarsi a un'unica inquadratura. La qualità tecnica era più che curata e risultava adatto per i bambini delle scuole elementari. Ufficiale PlayStation Magazine lo reputa un altro titolo espressamente destinato a un pubblico di giovanissimi che però vantava di una realizzazione tecnica da far invidia a molti giochi per i più grandi; era piacevole da giocare in compagnia di amici.
Il sito Gamesurf descrisse Tigro e la caccia al miele come un platform 3D lieve e dolce, che riusciva a mantenere intatto sia lo spirito dei personaggi e del mondo di Winnie the Pooh creato da A. A. Milne, sia la leggerezza dello stile grafico che rimaneva fedele alle illustrazioni di E. H. Shepard, seppure quest'ultime siano state rivisitate e aggiornate con le nuove tecniche dell'animazione in computer grafica. Il gioco era semplice, fluido e divertente, la grafica accattivante e Tigro riusciva a mantenere intatta la sua spumeggiante simpatia, così come tutti gli altri personaggi presenti in esso, questo grazie anche ai divertenti dialoghi dell'ottimo doppiaggio italiano. Come già accaduto per i videogiochi destinati a un pubblico di bambini, il titolo non era molto lungo in quanto presentava nove livelli, mentre i divertenti minigiochi, soprattutto se giocati in compagnia, contribuivano ad aumentarne la longevità. MAN!AC lo definì un gioco a misura di bambino piuttosto carino e divertente per i giocatori più giovani, sostenendo però che quelli più adulti avrebbero terminato i vari livelli molto velocemente. Digital Press lo considerò un gioco che camminava su una linea sottile tra giocatori giovani e meno giovani, dove il 2.5D erano ben reso e poteva rivelarsi una vera sorpresa anche per coloro che si consideravano troppo adulti per avventurarsi insieme a Tigro nel Bosco dei 100 Acri. Luana Silighini di Computer idea sostenne che la giocabilità, la grafica e il supporto sonoro del gioco erano degni del marchio Disney. In un'anteprima di Planet Playstation, sono stati elogiati la grafica, il framerate dei personaggi e i movimenti di Tigro ben resi, finendo per paragonare lo stile di gioco generale a Crash Bandicoot.

### Riconoscimenti
Essendo un videogioco rivolto alle famiglie, Tigro e la caccia al miele ricevette per questo due prestigiosi premi nel 2001: la prima ai BAFTA Interactive Entertainment Awards nella categoria "Intrattenimento per bambini", mentre la seconda ai Parents' Choice Awards organizzati dalla Parents' Choice Foundation.

## Eredità
Due sequel spirituali uscirono negli anni 2000 su diverse piattaforme. Il primo nel 2001 sulla portatile Game Boy Color col nome di Winnie the Pooh: Tigro e un mieloso safari, mentre il secondo come Winnie the Pooh e la caccia al miele nel 2005, sulla console di stampo educativo V.Smile.